# Elosaari (ö i Norra Savolax, Norra Savolax, lat 63,22, long 26,30)
Elosaari är en ö i Finland. Den ligger i sjön Nilakka och i kommunen Keitele i den ekonomiska regionen  Övre Savolax   och landskapet Norra Savolax, i den centrala delen av landet, 300 km norr om huvudstaden Helsingfors. Öns area är 16,9 hektar och dess största längd är 0,9 kilometer i sydöst-nordvästlig riktning.